# Gani Lawal
Gani Oladimeji Lawal, Jr. (nacido el 7 de noviembre de 1988 en College Park, Georgia) es un jugador de baloncesto estadounidense que actualmente integra la plantilla de los Toros del Valle de la DPB Colombia. Con 2,06 metros de estatura, juega en la posición de pívot. Su padre, Gani Sr., es un inmigrante nigeriano.

## Trayectoria deportiva

### High School
Durante su estancia en el Instituto Norcross, Lawal disputó el McDonald's All-American Team y fue nombrado Mr. Basketball 2007 en Georgia. En su año sénior promedió 18.4 puntos (73% en tiros de campo), 8.1 rebotes y 2.7 tapones por partido y lideró a Norcross al campeonato estatal AAAAA. Un año antes sus números fueron de 17.1 puntos (64% en tiros de campo), 10.2 rebotes y 4.7 tapones, ayudando a Norcross a lograr un balance de 29 victorias y 4 derrotas y venciendo por primera vez en el campeonato AAAAA.

### Universidad
Tras abandonar el instituto, Lawal se enroló en el Instituto de Tecnología de Georgia, jugando tres temporadas al baloncesto en los Yellow Jackets. En su segunda campaña en la universidad fue incluido en el tercer quinteto de la Atlantic Coast Conference tras firmar 15.1 puntos, 9.5 rebotes y 1.5 tapones en 17.3 minutos por partido. Su mejor encuentro fue el 3 de diciembre de 2008 en la derrota por 85-83 ante Penn State, donde anotó 34 puntos, la mejor marca anotadora en su carrera universitaria. Al año siguiente descendieron ligeramente sus promedios; 13.1 puntos, 8.5 rebotes y 1.4 tapones en 25.8 minutos por partido, y fue incluido por segundo año consecutivo en el tercer quinteto de la conferencia (en el segundo por Sporting News).

#### Estadísticas
| Temporada | Equipo                      | Partidos | Pts. | Reb. | Asts. | Rob. | Tap. | %TC  | %T3  | %TL  | Min. | Pér. |
| --------- | --------------------------- | -------- | ---- | ---- | ----- | ---- | ---- | ---- | ---- | ---- | ---- | ---- |
| 2007–08   | Georgia Tech Yellow Jackets | 32       | 7.2  | 3.5  | 0.3   | 0.4  | 1.0  | .570 | .000 | .495 | 17.3 | 1.7  |
| 2008–09   | Georgia Tech Yellow Jackets | 31       | 15.1 | 9.5  | 0.6   | 1.0  | 1.5  | .556 | .000 | .559 | 29.6 | 2.5  |
| 2009–10   | Georgia Tech Yellow Jackets | 36       | 13.1 | 8.5  | 0.4   | 0.4  | 1.4  | .529 | .000 | .572 | 25.8 | 2.2  |

### Profesional
Fue seleccionado por Phoenix Suns en la 46.ª posición del Draft de la NBA de 2010. Lawal firmó su primer contrato profesional el 2 de agosto de 2010.
Durante el cierre patronal de la NBA, Lawal fichó por el Zastal Zielona Góra de Polonia. Tras el lockout, Lawal fue cortado por los Suns, y probó sin éxito con San Antonio Spurs, con quien no llegó a debutar. Tras la marcha de Kenyon Martin del Xinjiang Flying Tigers, Lawal firmó por el equipo chino como sustituto de Martin. Sin embargo, cuando los playoffs de la liga china comenzaron, Lawal fue despedido por los Flying Tigers.
Tras pasos por Polonia, Francia e Italia, Lawal se incorporó al club letón VEF Riga. Sin embargo, ante la posibilidad que se le abrió de regresar a la NBA, cortó su vínculo con la institución apenas dos semanas después de haber llegado. Finalmente el retorno de Lawal al baloncesto estadounidense no se cumplió, por lo que terminó regresando a China para actuar con el Guangzhou Liu Sui.
En 2018, luego de una muy corta experiencia en el clb iraní Petrochimi Bandar Imam, se marchó a Argentina para jugar en San Lorenzo de la Liga Nacional de Básquet.
El 6 de diciembre de 2020, firma como nuevo jugador del Al Rayyan de Catar.
El 21 de febrero de 2021, firma por el Champagne Châlons Reims Basket de la Ligue Nationale de Basket-ball.
El 16 de junio de 2022, firma por los Trotamundos de Carabobo de la Liga Profesional de Baloncesto de Venezuela.
El 10 de abril de 2024 se anunció su incorporación a los Búcaros de la DPB Colombia. En julio pasó a las filas de los Toros del Valle, equipo con el que disputó la final del torneo.

## Estadísticas de su carrera en la NBA

### Temporada regular
| Año     | Equipo  | PJ | PT | MPP | %TC  | %3P  | %TL  | RPP | APP | ROB | TPP | PPP |
| ------- | ------- | -- | -- | --- | ---- | ---- | ---- | --- | --- | --- | --- | --- |
| 2010-11 | Phoenix | 1  | 0  | 2.0 | .000 | .000 | .000 | .0  | .0  | .0  | .0  | .0  |
| Total   | Total   | 1  | 0  | 2.0 | .000 | .000 | .000 | .0  | .0  | .0  | .0  | .0  |

## Selección nacional
Lawal jugó el AfroBasket 2013 con la selección de baloncesto de Nigeria.